# Palacio de Justicia de Lima
El Palacio de Justicia de Lima es la sede principal de la Corte Suprema de Justicia de la República del Perú y símbolo del Poder Judicial del Perú.
Se encuentra ubicado en el distrito de Lima en uno de los lados del Paseo de los Héroes Navales, en una de las plazas más grandes e importantes del Perú, lugar donde se encuentra la sede de uno de los poderes del Estado.

## Historia

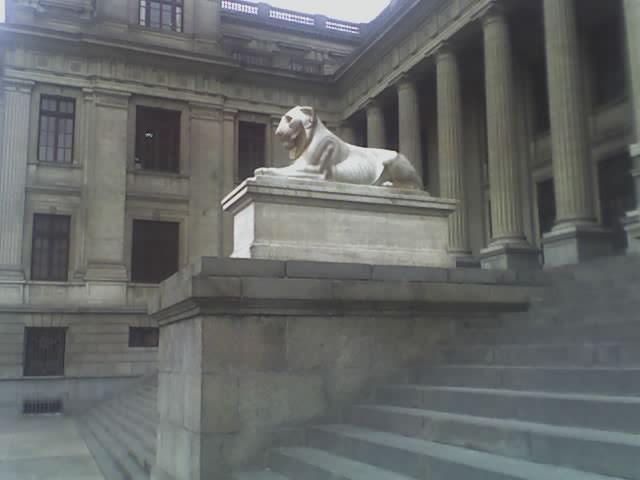
Uno de los leones que adornan la entrada del Palacio de Justicia.

La obra fue propuesta durante el gobierno de Augusto Leguía en su política de modernización y occidentalización de la capital y fue finalizada e inaugurada el 5 de diciembre de 1939 por el entonces presidente Óscar R. Benavides. Fue terminado un año después del actual Palacio de Gobierno.
En su pórtico existen dos leones de mármol que, según lo que señala la tradición popular, pertenecieron a una serie de felinos pétreos (más de doce) que adornaban el balneario de Chorrillos y que, después de la Guerra del Pacífico, solo quedaron unos pocos que fueron reubicados en el Paseo Colón del centro de Lima.
Con el paso de los años, dichas esculturas fueron deterioriándose hasta solo quedar dos, que fueron ubicadas en la escalinata de acceso, a ambos lados de la puerta principal. Es por ello que existe un marcado contraste entre el blanco del mármol de las esculturas y el gris del granito del resto del inmueble.

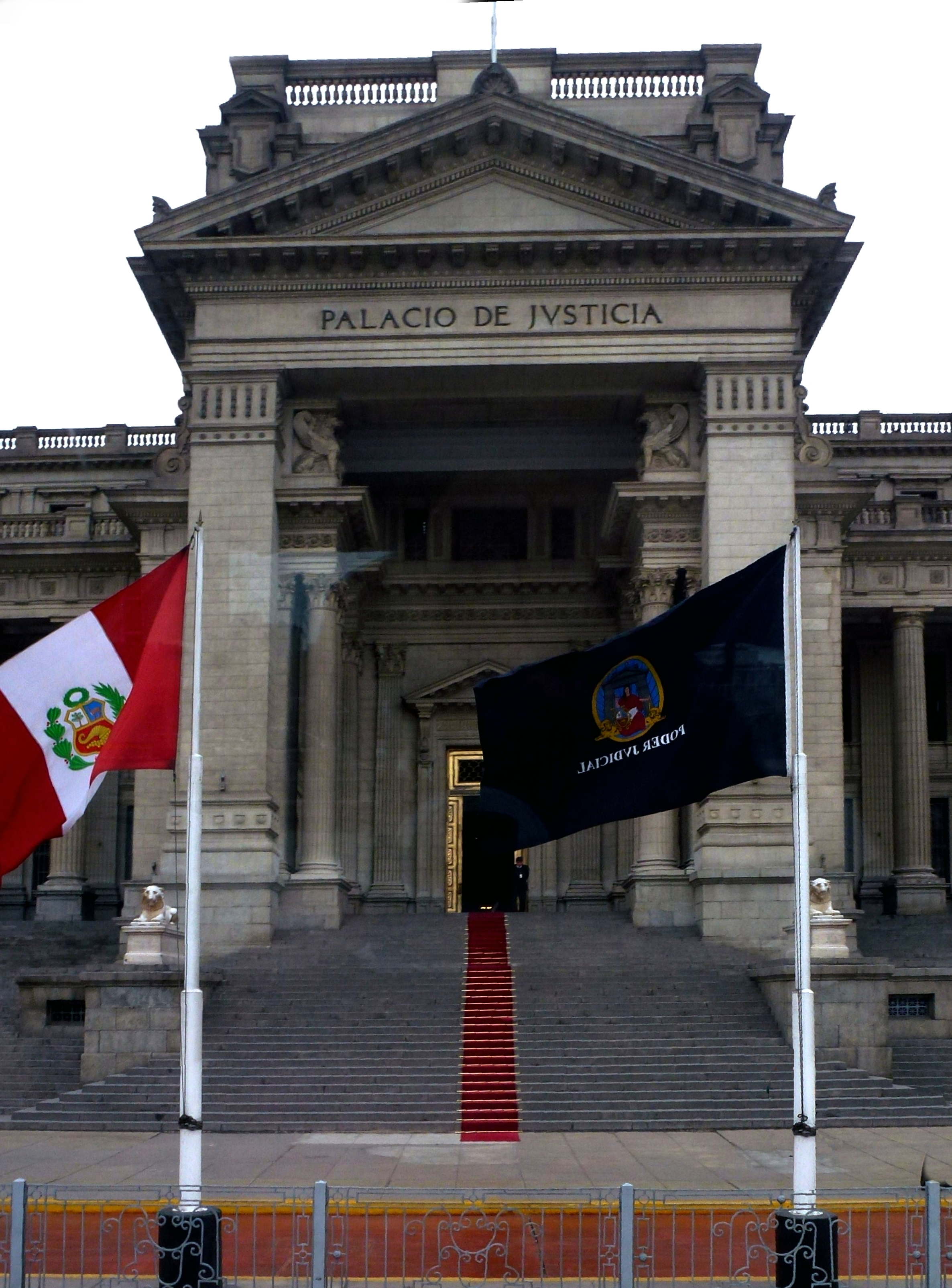
Pórtico al Palacio de Justicia

## Descripción
El edificio, de fachada de estilo neoclásico, fue obra del arquitecto polaco Bruno Paprowsky (Brunon Paprocki) quien se inspiró en el Palacio de Justicia de Bruselas (obra de Joseph Poelaert) de estilo ecléctico, con elementos greco-romanos y con cúpula, no obstante este monumento arquitectónico carece de ella aunque en los planos originales figuraban una cúpula y una torre.
En este sentido, fue acuñada una medalla conmemorativa de bronce en 1939 en la cual se puede observar el Palacio previsto según los planos originales, aunque después del golpe militar que derrocó a Augusto Leguía en 1930, los planes cambiaron. Guarda también cierta similitud con el Palacio del Congreso de la Nación Argentina en Buenos Aires.

## Función judicial
Si bien en un momento fue pensado para alojar a todos los órganos jurisdiccionales con competencia en la ciudad de Lima, así como a la Corte Suprema de Justicia. El crecimiento de la metrópoli ha causado que actualmente la mayoría de los órganos jurisdiccionales se ubiquen en otros edificios. Incluso antes, el Palacio de Justicia alojaba en su sótano a los Registros Públicos y al Colegio de Abogados de Lima.
Actualmente solo aloja a la Corte Suprema y en parte de su Sótano el Archivo General de la Nación.